# Isaac Shai
Isaac Shai (26 febbraio 1971) è un ex calciatore sudafricano, di ruolo centrocampista.

## Carriera

### Club
Ha sempre giocato nel campionato di casa.

### Nazionale
Con la maglia della Nazionale sudafricana ha partecipato alla Coppa d'Africa nel 2000.